# Dipylon (Tor)
Das Dipylon bildete als Haupttor des antiken Athen den nordwestlichen Zugang zur Stadt von der thriasischen Ebene aus und wurde daher ursprünglich Thriasisches Tor genannt.

Der Name Dipylon meint „Zweifach- oder Doppeltor“ und verweist auf die Konstruktion der Anlage mit zwei separat nebeneinander liegenden Zugangstoren. Um die Verteidigung zu gewährleisten, wurden diese Tore aus dem Verlauf der Stadtmauer zur Stadtseite hinein versetzt und durch zwei Mauerschenkel mit dieser verbunden. Der entstandene rechteckige Raum wurde durch vier Türme abgesichert. Von den Wehrgängen und den Türmen konnten Angreifer beschossen werden, bevor sie den eigentlichen Zugang zur Stadt erreichten.
Archäologisch ließen sich bislang vier Bauphasen nachweisen. In der ersten Phase wurde das Dipylon nach den Perserkriegen 478 v. Chr. als Teil der themistokleischen Mauer errichtet. Ende des 4. Jahrhunderts v. Chr. erfolgte dann in einer zweiten Phase, wohl unter Konon, eine Erweiterung und stärkere Befestigung. Im frühen 3. Jahrhundert v. Chr. entstand nach Schäden durch Regen und Erdbeben ein umfangreicher Neubau unter weitgehender Beibehaltung der Grundkonstruktion. Kurz vor der Eroberung durch Sulla 86 v. Chr. wurde der landseitige Zugang durch eine zweite Mauer mit zwei Toren geschlossen, wodurch ein nun vollständig ummauerter Raum entstand.
Zusammen mit dem westlich gelegenen Heiligen Tor und dem Pompeion bildete das Dipylon ein Ensemble, von dem aus der Panathenäenzug über die Agora zur Akropolis startete.
Unmittelbar vor dem Tor liegt der Kerameikos, der Staatsfriedhof von Athen. Die Straße führte dann stadtauswärts weiter zur platonischen Akademie in Richtung Eleusis und auf die Peloponnes.